# Ellenállhatatlan (Csillagkapu: Atlantisz)

## Ismertető
| Figyelem: Itt a Csillagkapu: Atlantisz 3. évadjának cselekményét vagy a végkifejletet is olvashatod. |

Az atlantiszi csapat találkozik egy Lucius Lavinnak nevezett emberrel egy eddig fel nem derített bolygón. Egy közösségben él, ahol mindenki szereti, és ő minden eseménynek a középpontja. Dr. Beckett úgy dönt, hogy meglátogatja őt, miután a csapat visszatér, hogy ellenőrizze, tényleg vannak-e a férfinak gyógyító képességei, ahogy az korábban állította. Néhány óra múlva Beckett visszatér Atlantiszra, és megsértve a biztonsági protokollt, magával hozza Luciust is.
Az elején Dr. Weir és a többiek szkeptikusak, de mindannyian megtanulják Luciust szeretni; kivéve Sheppardot és McKay-t, aki kétségbe vonja, hogy minden rendben van. McKay úgy gondolja, hogy egy anyag teszi Luciust ilyen ellenállhatatlanná mindenki számára. Sheppard visszatér Lucius bolygójára, hogy kiderítse, mi történt. Lucius embereit betegen találja, akik bálványozott emberük után áhítoznak. Visszatér Atlantiszra az anyaggal, de ekkor már McKay is Lucius rabja lett, mint mindenki más. John ideiglenesen immunis, mivel meg van fázva. Elrabolja Beckett-et, és képes meggyőzni arról, hogy készítsen ellenszert. Miután sikerül Luciust becsalogatni egy Pocsolyaugróba, amit aztán a szárazföldre visznek, be tudták adni az ellenszert az összes atlantiszinak és Lucius bolygóján élő embernek, anélkül, hogy interferenciája visszafordítaná a hatást. Lucius előző csodálói most semmibe veszik őt, és hazaküldik, ahol nem túl meleg fogadtatás várja.
Az epizód végén Weir utasítja McKay-t, hogy égesse el a gyógynövény összes megmaradt mintáját, mivel úgy gondolja, hogy Sheppard elbűvölésére használta volna.

## Érdekesség
- Richard Kind (Lucius) egy kisebb szerepet, Gary Meyerst játszotta az eredeti Csillagkapu filmben.